# Alchemilla reniformis
Alchemilla reniformis är en rosväxtart som beskrevs av Robert Buser. Alchemilla reniformis ingår i släktet daggkåpor, och familjen rosväxter.

## Underarter
Arten delas in i följande underarter:
- A. r. ursina
- A. r. vegeta